# Championnats de Tunisie d'athlétisme 1966
Navigation
1965 1967
Les championnats de Tunisie d'athlétisme 1966 sont une compétition tunisienne d'athlétisme se disputant en 1966.

## Palmarès
| Discipline            | Hommes             | Hommes        | Femmes        | Femmes |
| --------------------- | ------------------ | ------------- | ------------- | ------ |
| 100 m                 | Jean-Marc Clément  | 11 s          |               |        |
| 200 m                 | Jean-Marc Clément  | 22 s 2        |               |        |
| 400 m                 | Sadok Cherif       | 50 s 1        |               |        |
| 800 m                 | Brahim Chemam      | 1 min 56 s 2  |               |        |
| 1 500 m               | Mohamed Gueniche   | 3 min 46 s 8  |               |        |
| 5 000 m               | Ahmed Zammel       | 14 min 22 s 9 |               |        |
| 10 000 m              | Rabah Ben Othman   | 31 min 22 s 5 | -             | -      |
| 80 m haies            |                    |               |               |        |
| 110 m haies           | Mokhtar Soudani    | 16 s 8        |               |        |
| 400 m haies           | Sadok Cherif       | 56 s          |               |        |
| 3 000 m steeple       | Ammar Khemiri      | 9 min 20 s 2  |               |        |
| Relais 4 × 100 mètres |                    |               |               |        |
| Relais 4 × 400 mètres |                    |               |               |        |
| Saut en longueur      | Ali Karabi         | 6,41 m        |               |        |
| Triple saut           | Mohamed Ferjani    | 14,63 m       |               |        |
| Saut en hauteur       | Khelifa Akchi      | 1,60 m        |               |        |
| Saut à la perche      | Jean-Pierre Billet | 3,20 m        |               |        |
| Lancer du poids       | Salem Boughattas   | 12,18 m       | Houda Khouaja | 8,04 m |
| Lancer du disque      | Salem Boughattas   | 34,08 m       |               |        |
| Lancer du marteau     | Chedly Chaâr       | 32,67 m       | -             | -      |
| Lancer du javelot     | Salem Boughattas   | 53,92 m       |               |        |
| Décathlon             |                    |               |               |        |
| Heptathlon            |                    |               |               |        |
| Marathon              |                    |               |               |        |